# 南方链蛇
南方链蛇（学名：Lycodon meridionalis），一种分布于越南北部、老挝东北部和中国南部的爬行动物，隶属于游蛇科白环蛇属（链蛇属）。本种原被视为赤链蛇（Dinodon rufozonatum）的一个亚种，2004年俄罗斯学者将其升级为独立种。

## 形态特征
南方链蛇身体及头部背部为黑色，体背具有93条黄色横带，尾部具有24条黄色横带。身体侧面为黄色，具有不规则的黑色斑点。腹面为黄色。

## 保护
本种于2023年被收录入《有重要生态、科学、社会价值的陆生野生动物名录》。